# CoinOtaku
株式会社CoinOtaku（コインオタク）は、東京都千代田区に本社を置く企業である。

## 概要
2017年10月に現役の東京大学大学生30人によって設立。
2020年7月に東証二部上場Beat Holdingsの100％子会社である新華ホールディングス(香港)リミテッドが株式会社CoinOtakuの株式の全部を取得し、完全子会社化。
現在では「仮想通貨をもっと身近に」をコンセプトに仮想通貨メディア”CoinPartner”やサロンなど仮想通貨事業を幅広く手掛けている。

## 沿革
- 2017年10月 文京区本郷にて株式会社CoinOtaku設立　仮想通貨メディア「CoinOtaku[1]」開始
- 2018年1月 仮想通貨イベントカレンダー「Coin Koyomi」リリース
- 2018年4月 有料サロンサービス「CoinOtaku Premium」開始
- 2018年6月 月間PV160万達成
- 2018年10月 仮想通貨メディア「seiyablog[2]」買収
- 2018年11月 日刊SPA掲載[3]
- 2018年11月 ニュース事業部[4]発足
- 2019年7月 代表取締役に木田陽介が就任
- 2019年7月 有料コンテンツ終了、サロン無料化
- 2019年9月 サロン生徒数1000人突破
- 2019年9月 サロン生徒数2000人突破
- 2020年1月 Youtube事業部[5]発足
- 2020年3月 サロン生徒数3000人突破
- 2020年5月 Youtubeチャンネル登録者数1000人突破
- 2020年6月 CoinPartnerへサービス名変更
- 2020年7月 東証二部上場Beat Holdings完全子会社化[6]

## 事業内容
- 仮想通貨関連事業
  - SEOメディア運営
    - CoinPartner[1]
    - 今すぐ始める仮想通貨投資[2]

  - SNS運用
  - 投資家向けサロン運営
  - 暗号資産デビットカード発行[7]
  - 暗号資産共済サービス「ガチホ共済」[8]
  - 広告支援
- webマーケティング事業
  - メディア広告
  - SNS広告
  - Youtube広告
  - リスティング広告

## 提携先企業
- Bitcoin.com
  - 提携内容
    - BCHに関する共同マーケティング

- 東京都市管財
  - 提携内容
    - 投資助言等のサービス供与

- bitbank MARKETS
  - 提携内容
    - コンテンツ相互提供

- Aerial Partners
  - 提携内容
    - コンテンツ提供及びマーケティングサポート

- CoinZoom
  - 提携内容
    - 暗号資産デビットカードの発行

- IEI
  - 提携内容
    - AIトレーディングボットの提供

- D-CONSULTING株式会社
  - 提携内容
    - 暗号資産関連の共済サービス「ガチホ共済」の供用

## 記事掲載歴
UmeeT「【投資日本一の東大生が語る】まだ間に合う？今更聞けない仮想通貨」
MY FUTURE CAMPUS「【日本証券業協会】マネックス証券松本社長×学生起業家トークセッション〜イベントレポート〜」
Career TanQ「超学生起業家、下山明彦という生き方」
とまりぎ「第91回トビタテ！起業家インタビュー第3弾：下山明彦さん 【若者が熱狂的にビジネスに取り組める世界へ】」
仮想通貨MEDIA「Coin Otaku創業者下山明彦氏にインタビュー！ 〜王道の中の邪道スピリット〜」
note「フィリピン留学→WEBマーケティング会社「Senjin Holdings」を設立　下山明彦さんの就活とキャリア」